# Övre Mjölkvattnet
Övre Mjölkvattnet är en sjö i Rana kommun och Storumans kommun i Lappland och ingår i Umeälvens huvudavrinningsområde. Sjön har en area på 0,444 kvadratkilometer och ligger 937,5 meter över havet. Övre Mjölkvattnet ligger i Vindelfjällen Natura 2000-område. Sjön avvattnas av vattendraget Mjölkbäcken.

## Delavrinningsområde
Övre Mjölkvattnet ingår i det delavrinningsområde (733427-145728) som SMHI kallar för Mynnar i Överuman. Medelhöjden är 880 meter över havet och ytan är 21,85 kvadratkilometer. Det finns inga avrinningsområden uppströms utan avrinningsområdet är högsta punkten. Mjölkbäcken som avvattnar avrinningsområdet har biflödesordning 2, vilket innebär att vattnet flödar genom totalt 2 vattendrag innan det når havet efter 440 kilometer. Avrinningsområdet består mestadels av skog (13 procent) och kalfjäll (84 procent). Avrinningsområdet har 0,31 kvadratkilometer vattenytor vilket ger det en sjöprocent på 1,4 procent.